# AS Cannes
Association Sportive de Cannes Football, ili kraće AS Cannes je francuski nogometni klub iz Cannesa. Cannes se trenutačno natječe u Championnat de France amateur. Klub je osnovan 1902. godine, a dao je mnogo nogometnih imena.

## Uspjesi
Jedini uspjeh kluba je osvajanje Fancuskog kupa davne 1932.

## Poznati igrači
- Patrick Vieira
- Zinedine Zidane
- Gaël Clichy
- Johan Micoud
- Jonathan Zebina
- Julien Faubert
- Sébastien Frey
- Ruud Krol
- Gerald Vanenburg
- Tal Banin
- Aljoša Asanović
- Alen Bokšić
- Riza Lushta
- Paulin Voavy

## Vanjske poveznice
- Službene stranice  Arhivirana inačica izvorne stranice od 20. listopada 2008. (Wayback Machine) (fr.)